# Hope River (Waiau Uwha River)
Der Hope River ist ein rund 45 km langer Fluss im Hurunui District, im Norden der Region Canterbury auf der Südinsel von Neuseeland.

## Geographie
Das Quellgebiet des Hope Rivers ist nördlich einer 1651 m hohen Bergspitze der Gebirgsgruppe The Nelson Tops. Von dort aus fließt der Hope River vorwiegend in östliche Richtung und sammelt in seinem Verlauf das Wasser von zahlreichen Streams (kleinere Gewässer). Zusätzlich münden zwei Flüsse in den Hope River, von Norden kommend der Boyle River, der mit seinen Zuflüssen den größten Teil der Wässer zuträgt und von Süden der Kakapo Brook, der die Glynn Wye Range entwässert. Nach 45 km mündet der Hope River nördlich der Organ Range in den Waiau Uwha River.
Durch das untere Tal des Hope Rivers führt der New Zealand State Highway 7, der von der West Coast von Reefton kommend an die Ostküste bis nach Waipara führt.

## Geologie
Durch das Tal des Hope Rivers zieht sich die Hope Fault, eine geologische Verwerfung, die an dem Kaikoura-Erdbeben vom 14. November 2016 beteiligt war.

## Nutzung
Der Fluss eignet sich ebenso wie der Waiau Uwha River fast auf seiner gesamten Länge gut zum Angeln von Bachforellen.